# Hitachi Rivale
Hitachi Rivale – żeński klub piłki siatkowej z Japonii. Został założony w 1980 roku z siedzibą w mieście Hitachinace. 

## Sukcesy
Liga japońska:
- 2016
- 2017

## Obcokrajowcy w drużynie
| Lata gry  | Imię i nazwisko  | Pozycja     |
| --------- | ---------------- | ----------- |
| 2024-     | Brionne Butler   | środkowa    |
| 2024-     | MacKenzie May    | przyjmująca |
| 2023-2024 | Thatdao Nuekjang | środkowa    |
| 2019-2023 | Hannah Tapp      | środkowa    |
| 2018-2019 | Laura Heyrman    | środkowa    |
| 2016-2018 | Cursty Jackson   | środkowa    |
| 2013-2016 | Lauren Paolini   | środkowa    |
| 2012-2013 | Jennifer Doris   | środkowa    |
| 2011-2012 | Francien Huurman | środkowa    |
| 2008-2009 | Sidarka Núñez    | atakująca   |
| 2003-2005 | Therese Crawford | atakująca   |